# Мустафаев, Буритош Мустафаевич
Буритош Мустафаевич Мустафаев (узб. Mustafoyev Bo'ritosh Mustafoyevich; 2 января 1949, Хатирчинской район, Самаркандская область, Узбекская ССР — 12 апреля 2017, Ташкент, Узбекистан) — узбекистанский государственный деятель, Генеральный прокурор (1990—1998) и министр юстиции Узбекистана (2005—2006). Председатель Конституционного (2002—2004) и Верховного (2006—2014) судов Узбекистана.

## Биография
Родился в рабочей семье. 
В 1965—1966 годах работал фрезеровщиком на Ташкентском экскаваторном заводе.
В 1971 году окончил юридический факультет Ташкентского государственного университета. Был направлен в Самаркандскую областную прокуратуру на должность прокурора следственного отдела.
В 1973—1976 годах работал следователем Нарпайской районной прокуратуры, в 1976—1978 годах — судьей Акташского городского суда Самаркандской области, в 1978—1979 годах — прокурором Джамбайского района, в 1979—1985 годах — заместителем прокурора и первым заместителем прокурора Самаркандской области.
С 1985 по 1989 годы являлся прокурором Андижанской области, с 1989 по 1990 год — заместителем Генерального прокурора Узбекистана.
1990—1998 гг. — Генеральный прокурор Республики Узбекистан,
1998—2000 гг. — заместитель Государственного Советника президента Республики Узбекистан,
2000—2002 гг. — заместитель министра юстиции Республики Узбекистан,
С 30 августа 2002 года по 30 апреля 2004 года — председатель Конституционного Суда Республики Узбекистан 
С 30 апреля 2004 года по февраль 2005 года — член и председатель Центральной избирательной комиссии.
С 4 февраля 2005 года по ноябрь 2006 года — министр юстиции Республики Узбекистан.
С ноября 2006 по 29 августа 2014 — председатель Верховного суда Узбекистана.
С 29 августа 2014 года по 2017 — заместитель председателя Конституционного суда Узбекистана.
Скончался в 12 апреля 2017 года.
Похоронен на Чигатайском кладбище.

## Награды
- Заслуженный юрист Республики Узбекистан (1992)[2]
- Орден «Мехнат шухрати» (2006)[3]